# Kumagaya
Kumagaya (熊谷市 -shi) é uma cidade japonesa localizada na província de Saitama.
Em 2007 a cidade tinha uma população estimada em 204 789 habitantes e uma densidade populacional de 1 281 h/km². Tem uma área total de 159.88 km².
Recebeu o estatuto de cidade a 1 de Abril de 1933.

## Cidade-irmã
- Invercargill, Nova Zelândia